# Ostingersleben
Ostingersleben is een plaats en voormalige gemeente in de Duitse deelstaat Saksen-Anhalt, en maakt deel uit van de Landkreis Börde.

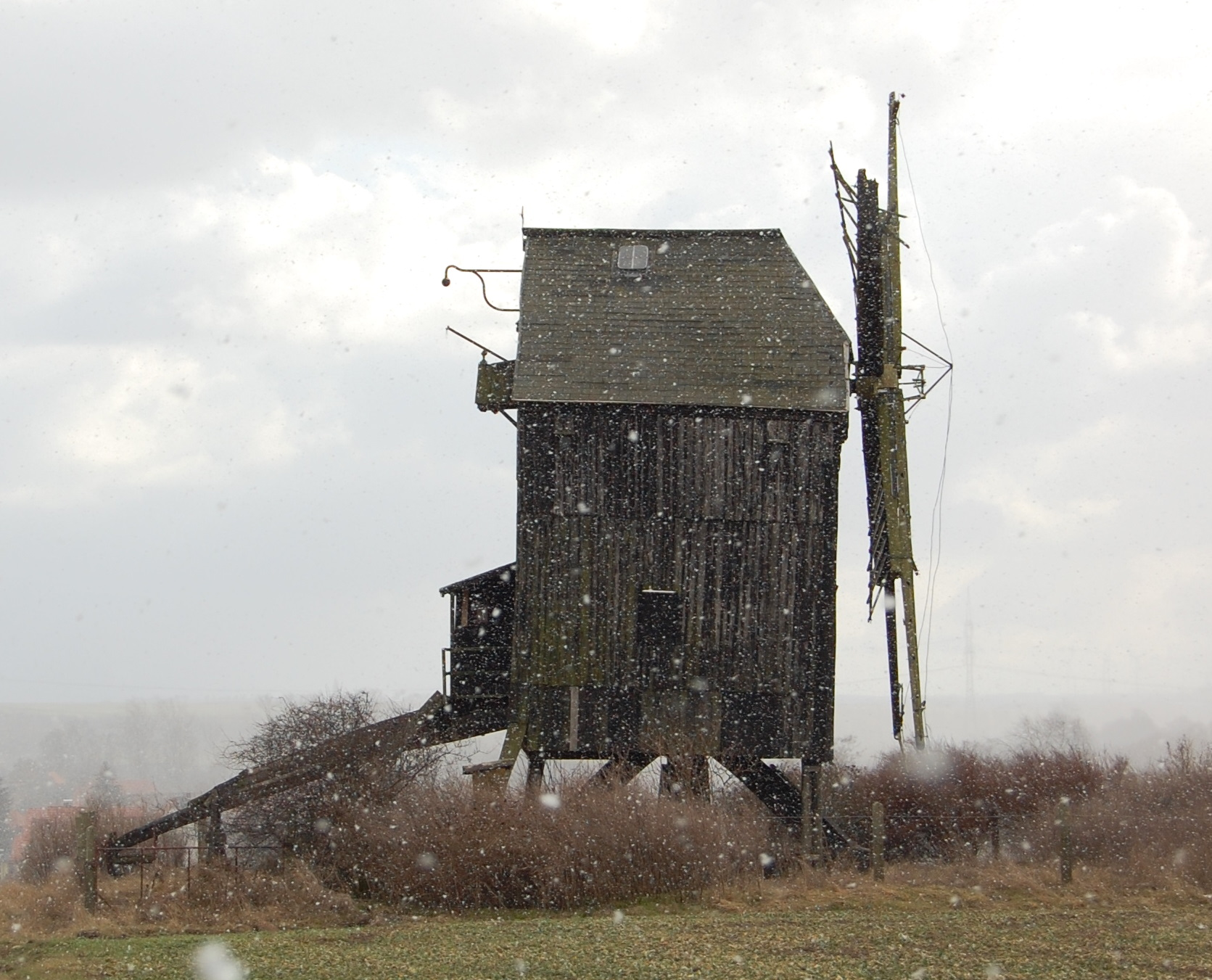
Molen

Ostingersleben telt 281 inwoners.